# Zickzackhausen (Bernburg)

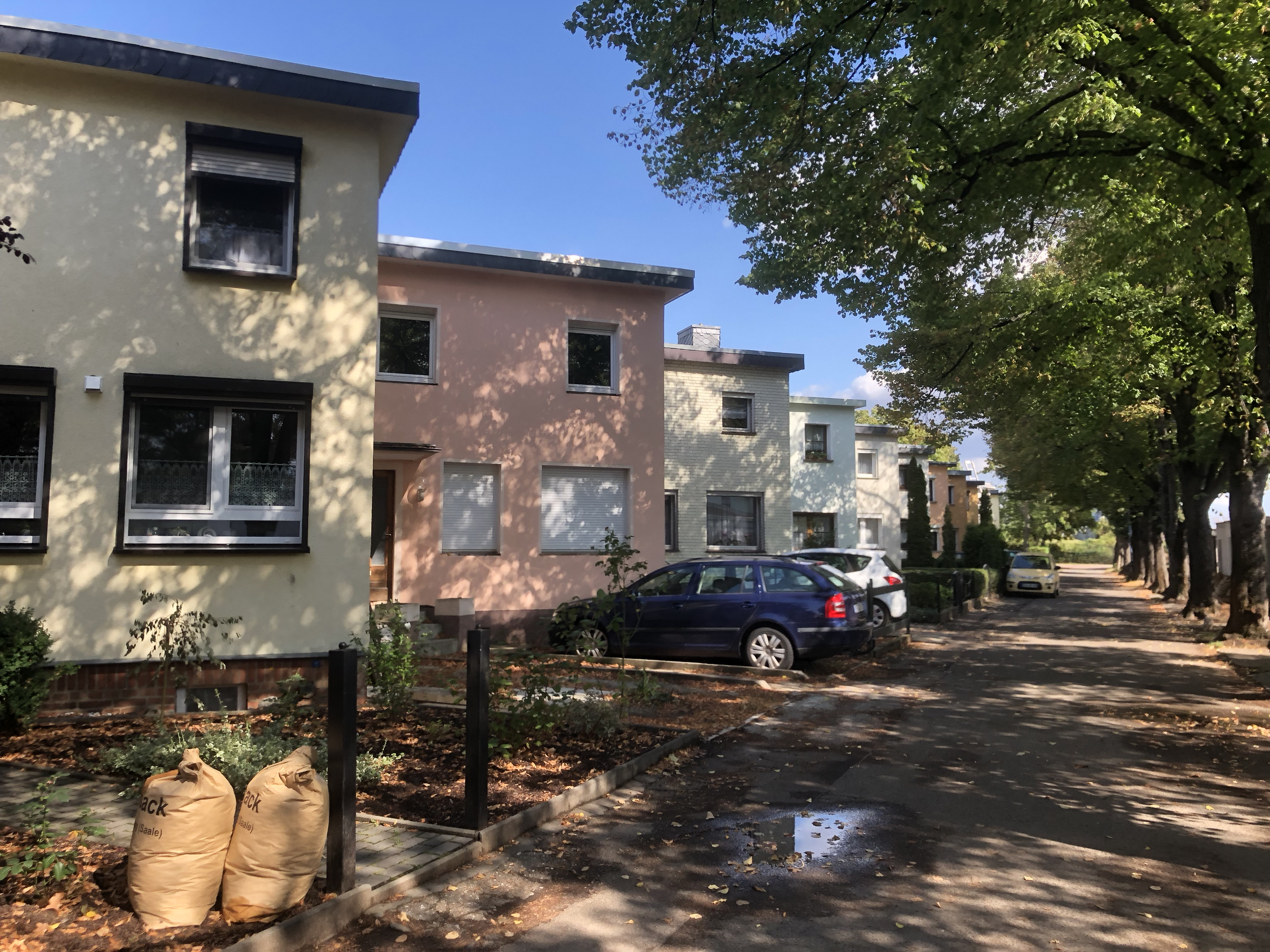
Zickzackhausen, 2019

Zickzackhausen, auch Anton-Saefkow-Siedlung oder Siedlung Friedrichshöhe, ist eine denkmalgeschützte Siedlung in Bernburg (Saale) in Sachsen-Anhalt.
Die im Ortsteil Friedrichshöhe liegende Siedlung wird als architekturgeschichtlich bedeutsam eingeschätzt. Sie gilt als Teil des Neuen Bauens, wobei sie zwar parallel zum Wirken des Bauhauses in Dessau entstand, aber durch einen ganzheitlicheren Ansatz insbesondere unter Betonung der Gärten zur Selbstversorgung einen eigenen Weg ging.

## Lage
Sie liegt nördlich von Bernburg in einem Dreieck zwischen der Bundesstraße 71 (Magdeburger Chaussee) und der Bodestraße. Quer durch das Dreieck führen in West-Ost-Richtung mehrere Straßen (Horst-Heilmann-Straße, Herta-Lindner-Straße, Malte-Bruun-Straße und John-Schehr-Straße) an denen sich die Siedlungshäuser befinden.

## Geschichte
Die Planungen für die Gartensiedlung auf der Friedrichshöhe erfolgten ab 1928 durch den Architekten Leopold Fischer für den Anhaltischen Siedlerverband. Als Vorbild diente die bereits zuvor von Fischer erbaute Knarrberg-Siedlung in Ziebigk. Zur Bekämpfung der Wohnungsnot sollten 2000 Siedlungshäuser entstehen, wovon jedoch allerdings letztendlich nur 90 verwirklicht wurden. Der Bau der 90 Häuser war im Juli 1929 abgeschlossen. Der Verkauf verlief jedoch schleppend, da der Kaufpreis aber auch die Mieten zu hoch waren. Zunächst wurden nur 20 % der Häuser bezogen. 1930 ging der Anhaltische Siedlerverband in Konkurs. Weitere Probleme entstanden durch ab 1932 auftretende Baumängel, die insbesondere die Wände und Decken sowie die Gartenmauern betrafen. Obwohl Fischer 1933 nach Bernburg zurückkehrte, um die Baumängelfrage zu klären, blieb die Ursache strittig. Es konnte nicht abschließend entschieden werden, ob Mängel in der Ausführung oder der Konstruktion vorlagen. Als ein Problem stellte sich eine Überbelegung von Häusern da, in denen bis zu 15 Personen lebten. Leopold Fischer erklärte sich letztlich bereit, sich an den Kosten der Mängelbeseitigung zu beteiligen.

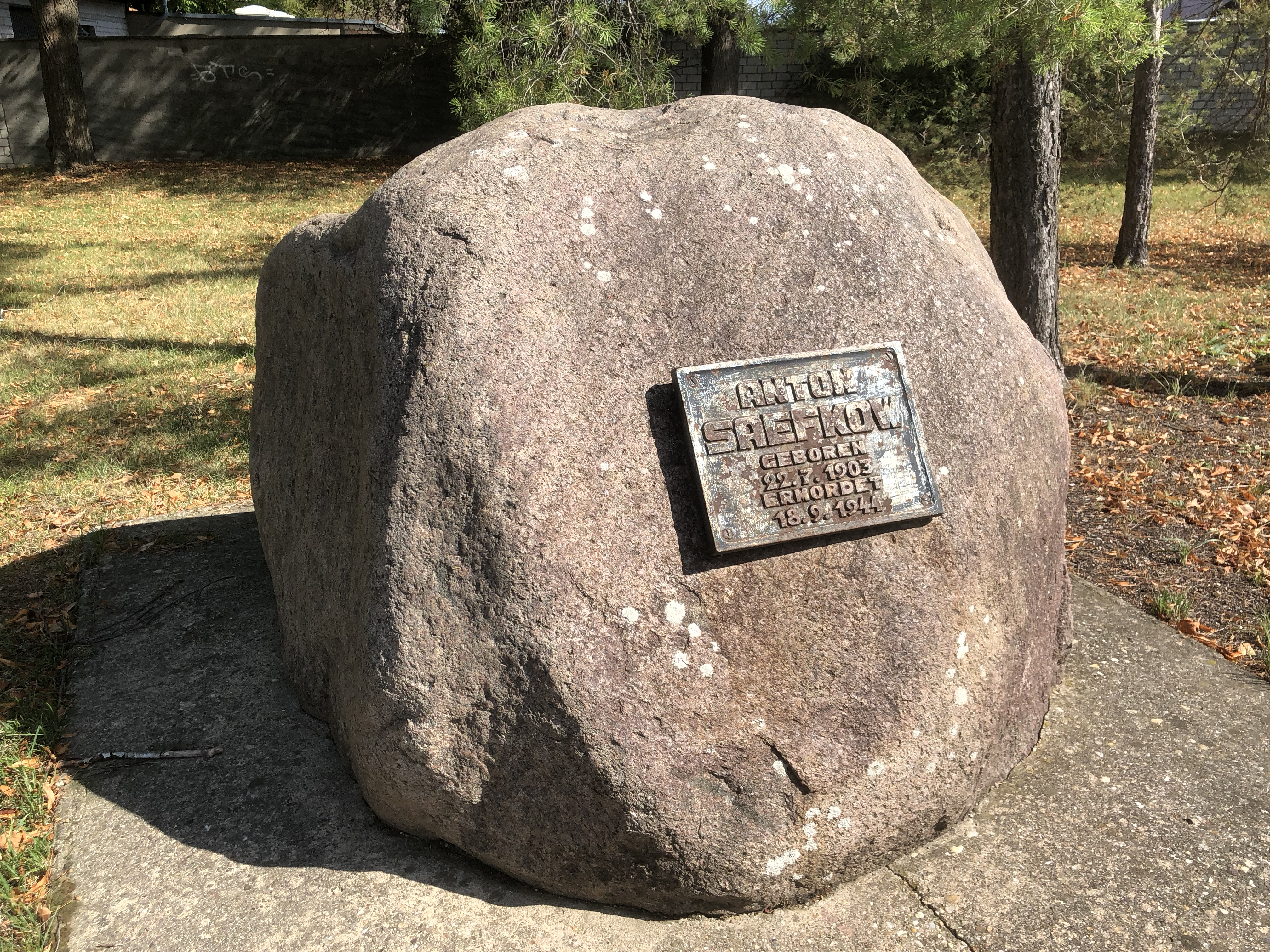
Gedenkstein für Anton Saefkow

Im Laufe der Zeit wurden die Häuser dann jedoch bezogen. Die Siedler nahmen bald kleinere Änderungen an den Gebäuden vor. Nach dem Ende des Zweiten Weltkriegs wurden sowjetische Soldaten in die Häuser einquartiert und die ursprünglichen Bewohner vertrieben. In dieser Zeit kam es zu erheblichen Zerstörungen an den Gebäuden. Einige Zwischendecken wurden durchbrochen, Gärten verwüstet und Heizungen zerstört. Nach einiger Zeit konnten die Siedler zurückkehren. Es folgten Reparaturen und auch Umbauten. Die Dachterrassen wurden überdacht und zu Wohnraum umgenutzt, ursprünglich eingebaute Trockentoiletten wurden durch Wasserspülungen ersetzt, Türen ausgetauscht. Die in den Vorgärten zunächst bestehenden Hecken wichen Zäunen. In der Zeit der DDR erfolgte auch eine Umbenennung der Siedlung zur Anton-Saefkow-Siedlung. Die Benennung nach dem Widerstandskämpfer gegen das NS-Regime Anton Saefkow besteht bis heute, wobei der Name Zickzackhausen gebräuchlicher ist. Bei der Siedlung wurde ein aus einem Findling samt Gedenkplatte bestehendes Denkmal für Anton Saefkow errichtet.
Weitere Veränderungen ergaben sich insbesondere ab 1990. Die Farbgebung der Gebäude änderte sich, viele der alten Holzfenster wurden gegen Kunststofffenster ausgetauscht, wobei häufig auch die Fensterform verändert wurde. Ein von der Stadt Bernburg erarbeiteter Denkmalpflegeplan kam nicht zur Umsetzung. Ein Freundeskreis engagiert sich für die Siedlung.
Im örtlichen Denkmalverzeichnis ist die Siedlung unter der Erfassungsnummer 094 60068 als Denkmalbereich verzeichnet.

## Architektur

### Häuser
Fischer suchte nach einer optimalen Lösung für die Unterbringung von Haus sowie Nebengebäuden und Garten zur Selbstversorgung auf der Grundstücksfläche. Er entschloss sich zu einer Schrägstellung der einzelnen, auf quadratischem Grundriss errichteten Häuser, deren aneinandergrenzenden Fronten damit Zickzacklinien bilden, worauf der heute gebräuchliche Name der Siedlung zurückgeht.
Auf der Rückseite entstanden damit jeweils kleine Höfe, die von den Nachbargrundstücken nicht einsehbar sind. Die Gebäude enthalten eine 85 m² umfassende Kleinwohnung. Bedeckt sind die Häuser von einem Flachdach. Es besteht eine 60-Prozent-Teilunterkellerung. Die Straßen sind jeweils nur auf der nördlichen Seite bebaut. Auf der Südseite befanden sich die Gärten.
Im Erdgeschoss der zweigeschossigen, verputzten und aus Ziegeln gebauten Häuser entstanden das Wohnzimmer und die Küche, die mit einer Durchreiche verbunden waren. Das Obergeschoss enthielt neben dem Elternschlafzimmer zwei Kinderschlafzimmer, die für jeweils bis zu drei Kinderbetten vorgesehen waren. Von einem der Schlafzimmer gelangte man auf eine Terrasse, die auf dem Dach des rückseitig angefügten Waschhauses bestand. Der im Obergeschoss zwischen den Schlafzimmern befindliche Flur konnte durch den Anbau eines Waschbeckens als Waschraum genutzt werden.
Das eingeschossigen Nebengebäude auf der Rückseite enthielten neben dem Waschhaus auch einen Stall für z. B. Hühnerhaltung. Gegenüber auf der anderen Seite des Hofs bestand eine mechanische Trockentoilette vom Typ Metroclo. Ein Anschluss der Siedlung an die städtische Kanalisation bestand zunächst nicht. Daran schloss sich ein Dungsilo sowie ein Vorratsschuppen für Holz und Kohle an.

### Garten
Der Garten unterteilte sich in einen Wohngarten, direkt hinter dem Haus und einen sich an den Wohngarten anschließenden Nutzgarten. Der Nutzgarten war etwa 37 mal 7,5 Meter groß und war von Gemüsebeeten geprägt. Die Planungen sahen als Grundstücksbegrenzung zu den Nachbargrundstücken Frucht- und Spalierwände vor, in der Praxis wurden jedoch Maschendrahtzäune errichtet. Am Ende des Gartens war eine Wiese angelegt, die als Trockenplatz für die Wäsche bzw. Kinderspielplatz vorgesehen war. Dort befand sich auch eine einfach ausgestattete Laube. Für den Garten bestand ein Bewässerungssystem, das das anfallende Regenwasser aber auch Abwässer aus der Küche oder vom Baden zur Bewässerung in den Garten leitete. Die Abfälle aus dem Metroclo sollten zur Düngung dienen.
Ein für die Siedlung tätiger Gartenwart sollte die Bewohner bei der Gartenarbeit beraten. Darüber hinaus war er für die Pflege der Vorgärten verantwortlich.
Am Grundstücksende befand sich als Abgrenzung zur dort verlaufenden Straße eine mit einer Tür versehene Mauer.

### Weitere Einrichtungen der Siedlung
Zur Siedlung gehörten als zentrale Einrichtungen auch ein Waschhaus und ein Konsumgebäude.

#### Waschhaus
Das Waschhaus wurde am nordöstlichen Rand der Siedlung errichtet. Es war vorgesehen, dass die Wäsche mittels eines Pferdefuhrwerks aus den Siedlungshäusern abgeholt wird. Im verpachteten Waschhaus bestanden für die Zeit moderne Wascheinrichtungen. Neben einer Doppeltrommelwaschmaschine bestand eine Schleuder, eine Niederdruckdampfkesselanlage, Waschtröge, Laugenkochfässer und Einweichbottiche. Für die Pferde war ein Pferdestall errichtet worden. Letztlich rechnete sich das Waschhaus jedoch nicht. Bereits 1932 wurde der Umbau zu einem Wohnhaus geplant.

#### Konsum

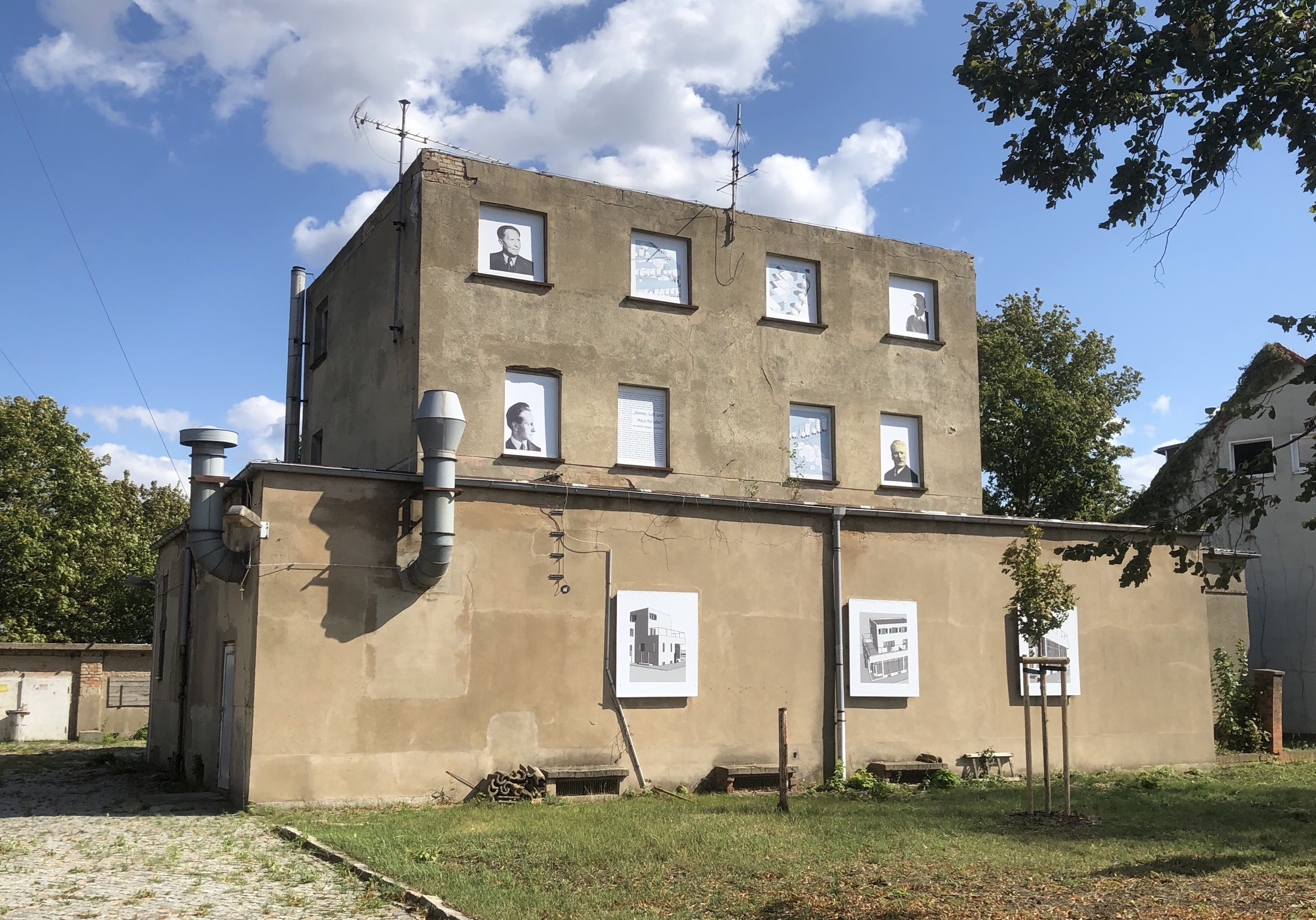
Ehemaliges Konsumgebäude 2019

Als Nahversorger entstand am südlichen Ende der Siedlung ein dreigeschossiges Gebäude als sogenannter Konsum. Er wurde von der Konsum- und Spargenossenschaft für Bernburg und Umgebung gebaut. Die Baugenehmigung aus dem April 1929 sah einen Bau für Verkaufsräume, Gastwirtschaft und Wohnungen vor. Das in L-Form errichtete Gebäude ist unterkellert, wobei der Keller als Lagerraum diente. Im Erdgeschoss waren ein Fleischer, ein Lebensmittelgeschäft sowie ein Kolonialwarenladen vorgesehen. Darüber hinaus bestanden zwei Gaststuben sowie Küche und Anrichte. Da die Gaststätte allerdings nicht genehmigt wurde, erfolgte bereits kurz nach der Fertigstellung ein Umbau zu einer Wohnung. Die oberen Geschosse sind schmaler ausgeführt als das Erdgeschoss, wodurch sich eine großzügige Terrasse ergibt. In den beiden Obergeschossen bestanden zwei Maisonette-Wohnungen zu je 75 m². Unten lagen Küche und Wohnzimmer, oben die Schlafzimmer. Beheizt wurden die Räume mit einer Kohleheizung, eine Junkers-Gastherme diente der Warmwasserbereitung.
Die Fassade des Erdgeschosses war durch eine große, an den Ecke abgerundete Fensterfront geprägt. Bereits durch den Umbau der Gaststätte zur Wohnung wurden jedoch die großen Schaufenster aufgegeben. Nach 1945 wurde das Gebäude zur sowjetischen Sendestation umgebaut. Später wurde die Anlage als Störsender gegen den RIAS eingesetzt. In den 1990er Jahren folgte dann eine Nutzung für den Mobilfunk. Es bestehen Vorschläge, das Haus zum Informationszentrum und Café umzubauen.